# نائب رئيس دولة فلسطين
منصب نائب رئيس دولة فلسطين هو منصب حديث النشأة، أُعلن عنه رسميًا في 4 مارس 2025، خلال كلمة الرئيس الفلسطيني محمود عباس في القمة العربية الاستثنائية 2025 التي عُقدت يوم الثلاثاء 4 مارس عام 2025 في مدينة القاهرة بجمهورية مصر العربية.

## خلفية تاريخية
عقد المجلس المركزي الفلسطيني دورته الثانية والثلاثين في مدينة رام الله خلال الفترة من 23 إلى 24 أبريل 2025، تحت شعار: "لا للتهجير ولا للضم – الثبات في الوطن – إنقاذ أهلنا في غزة ووقف الحرب – حماية القدس والضفة الغربية، نعم للوحدة الوطنية الفلسطينية الجامعة". وفي 24 أبريل 2025، صادق المجلس المركزي الفلسطيني، وهو الهيئة الوسيطة بين اللجنة التنفيذية لمنظمة التحرير والمجلس الوطني الفلسطيني، على قرار إنشاء المنصب، حيث صوت 170 عضواً لصالح القرار، مع صوت واحد ضده وامتناع عضو آخر.

## التعيين والصلاحيات
في 26 أبريل 2025، أعلن الرئيس محمود عباس عن تعيين حسين الشيخ نائباً لرئيس دولة فلسطين، ليصبح بذلك أول شخص يشغل هذا المنصب.
وفقاً للقرار، يتم تعيين نائب الرئيس من بين أعضاء اللجنة التنفيذية لمنظمة التحرير الفلسطينية، بترشيح من رئيس اللجنة ومصادقة أعضائها. ويحق لرئيس اللجنة تكليف النائب بمهام، أو إعفائه من منصبه، أو قبول استقالته.